# Lijst van rijksmonumenten aan de Kromboomssloot
Een overzicht van de 21 rijksmonumenten aan de Kromboomssloot in Amsterdam.
| Object | Oorspronkelijke functie? | Bouwjaar              | Architect | Locatie             | Coördinaten?                 | Nr.? | Afbeelding |
| --- | ------------------------ | --------------------- | --------- | ------------------- | ---------------------------- | ---- | --- |
| Pand, vanwege de natuurstenen afdekkingen van de punttop | Gebouw                   | 1757                  |           | Krom Boomssloot 51  | 52° 22' 17" NB, 4° 54' 9" OL | 619  | Upload foto |
| Pakhuis met gave puntgevel onder halsje met gebogen afdekking waarin het jaartal | Gebouw                   | 1757                  |           | Krom Boomssloot 53  | 52° 22' 17" NB, 4° 54' 8" OL | 620  | Upload foto |
| Pakhuis met puntgevel | Gebouw                   | 18e eeuw              |           | Krom Boomssloot 59  | 52° 22' 16" NB, 4° 54' 8" OL | 621  | Upload foto |
| Pakhuis met puntgevel | Gebouw                   | 1723                  |           | Krom Boomssloot 61  | 52° 22' 16" NB, 4° 54' 7" OL | 622  | Upload foto |
| Pakhuis met puntgevel | Gebouw                   | 1723                  |           | Krom Boomssloot 63  | 52° 22' 16" NB, 4° 54' 7" OL | 623  | Upload foto |
| Pakhuis met puntgevel | Woonhuis                 | 18e/19e eeuw          |           | Krom Boomssloot 65  | 52° 22' 16" NB, 4° 54' 7" OL | 624  | Meer afbeeldingen |
| Pand met gevel onder in het midden verhoogde lijst met twee consoles | Gebouw                   | 18e/19e eeuw          |           | Krom Boomssloot 67  | 52° 22' 15" NB, 4° 54' 7" OL | 625  | Meer afbeeldingen |
| Hoekhuis met ingezwenkte halsgevel waarin een op de hoek afgeschuinde pui, gesneden deur en -kalf                                                                                               | Woonhuis                 | 17e/18e eeuw          |           | Krom Boomssloot 69  | 52° 22' 15" NB, 4° 54' 6" OL | 626  | Meer afbeeldingen |
| Pakhuis met pilastergevel onder punttop | Gebouw                   | tweede kwart 17e eeuw |           | Krom Boomssloot 73I | 52° 22' 15" NB, 4° 54' 5" OL | 627  | Meer afbeeldingen |
| Pakhuis met puntgevel en woonhuispui | Gebouw                   | eerste helft 17e eeuw |           | Krom Boomssloot 75A | 52° 22' 15" NB, 4° 54' 5" OL | 628  | Meer afbeeldingen |
| Pand met gevel onder rechte lijst | Gebouw                   | 18e/19e eeuw          |           | Krom Boomssloot 6   | 52° 22' 20" NB, 4° 54' 9" OL | 629  | Pand met gevel onder rechte lijst |
| Pand waarvan de gepleisterde voorgevel onder rechte lijst is voorzien van geprofileerde lijsten om de bovenzijden van de vensters                                                               | Gebouw                   | derde kwart 18e eeuw  |           | Krom Boomssloot 8   | 52° 22' 20" NB, 4° 54' 9" OL | 630  | Pand waarvan de gepleisterde voorgevel onder rechte lijst is voorzien van geprofileerde lijsten om de bovenzijden van de vensters                                                               |
| Hoekhuis, halsgevel met gedeelde vleugelstukken en palmet in de afdeling | Gebouw                   |                       |           | Krom Boomssloot 10  | 52° 22' 20" NB, 4° 54' 9" OL | 631  | Hoekhuis, halsgevel met gedeelde vleugelstukken en palmet in de afdeling |
| Pakhuis met gave puntgevel waarin tweelichten onder bogen, windkast, toppilaster en op de scheiding met nr 20 waarmee dit pand een groep vormt, een jaartalsteen en een steen met schottenbvrch | Opslag                   | 1636                  |           | Krom Boomssloot 18  | 52° 22' 19" NB, 4° 54' 8" OL | 632  | Pakhuis met gave puntgevel waarin tweelichten onder bogen, windkast, toppilaster en op de scheiding met nr 20 waarmee dit pand een groep vormt, een jaartalsteen en een steen met schottenbvrch |
| Pakhuis met gave puntgevel waarin tweelichten onder bogen, windkast, toppilaster en op de scheiding met nr 18 waarmee dit pand een groep vormt, een jaartalsteen en een steen met schottenbvrch | Gebouw                   | 1636                  |           | Krom Boomssloot 20  | 52° 22' 19" NB, 4° 54' 8" OL | 633  | Meer afbeeldingen |
| Armeense kerk | Kerk en kerkonderdeel    | 1714                  |           | Krom Boomssloot 22  | 52° 22' 18" NB, 4° 54' 8" OL | 634  | Meer afbeeldingen |
| Pand met twee verdiepingen onder afgeknot schilddak | Gebouw                   | eerste helft 19e eeuw |           | Krom Boomssloot 26  | 52° 22' 17" NB, 4° 54' 7" OL | 635  | Pand met twee verdiepingen onder afgeknot schilddak |
| Pand met twee verdiepingen onder zadeldak | Gebouw                   | eerste helft 19e eeuw |           | Krom Boomssloot 32  | 52° 22' 17" NB, 4° 54' 7" OL | 636  | Pand met twee verdiepingen onder zadeldak |
| Pand met twee verdiepingen onder afgeplat schilddak met dakkapel, voorzien van hijsbalk | Gebouw                   | eerste helft 19e eeuw |           | Krom Boomssloot 34A | 52° 22' 17" NB, 4° 54' 7" OL | 637  | Upload foto |
| Hoekhuis met gevel onder rechte lijst | Gebouw                   | 18e/19e eeuw          |           | Krom Boomssloot 36  | 52° 22' 16" NB, 4° 54' 6" OL | 638  | Upload foto |
| Hoekpand met twee verdiepingen onder zadeldak | Gebouw                   | tweede kwart 18e eeuw |           | Krom Boomssloot 38  | 52° 22' 16" NB, 4° 54' 6" OL | 639  | Upload foto |